# جو ميسينا
جو ميسينا (بالإنجليزية: Joe Messina) (13 ديسمبر 1928 – 4 أبريل 2022) كان عازف جيتار أمريكيًا بارزًا، عُرف كواحد من الأعضاء الأساسيين في فرقة ذا فانك براذرز، وهي فرقة الجلسات الموسيقية الشهيرة التي دعمت تسجيلات شركة موتاون خلال ستينيات وسبعينيات القرن العشرين.

## مسيرته
وُلد ميسينا في ديترويت، وبدأ مسيرته المهنية في سن مبكرة كعازف جيتار لموسيقى الجاز. انضم إلى موتاون في أوائل الستينيات، حيث أصبح جزءًا من الفرقة التي ساهمت في تشكيل الصوت المميز لشركة موتاون، وشارك في تسجيلات لأسماء بارزة مثل ستيفي وندر، مارفين غاي، ذا سوبرمز، وغيرهم.

## الإرث
يُعتبر ميسينا أحد أعمدة موسيقى موتاون الكلاسيكية، وقد ترك تأثيرًا كبيرًا على موسيقى السول والبوب الأمريكية. تم تكريمه مع بقية أعضاء ذا فانك براذرز في الفيلم الوثائقي Standing in the Shadows of Motown.

## وفاته
توفي جو ميسينا في 4 أبريل 2022 عن عمر ناهز 93 عامًا.